# Стефан Гавриловић
Стефан Гавриловић (Мол, око 1750 — Сремски Карловци, 1823) био је српски сликар најпознатији по својим иконостасима и фрескама. Израдио је заставе за Први српски устанак. 

## Биографија
Сматра се једним од мајстора српског неокласицистичког и каснобарокног сликарства. Био је под великим утицајем Јакова Орфелина и Теодора Крачуна. 
Стефан Гавриловић је био је водећа личност генерације која се јавља крајем XVIII века и чија се делатност протеже и на прве деценије XIX века.На Гавриловића су утицале ликовне формулације водећих мајстора каснобарокног еклектицизма Јакова Орфелина и Теодора Илића Чешљара, који су својим личностима и делом дали духовни печат српској култури у епохи просвећености.
Стефан је био члан црквеног одбора Доње цркве у Карловцима, а 1791. је заједно са братом Илијом присуствовао оснивачком скупу Карловачке гимназије, у чији су фонд браћа приложила две стотине форинти. У периоду између 1816. и 1820. Стефан је био старатељ гимназије.
Стефанов брат Илија био је трговац, лиферант који је током аустро-турског рата закупио сено из целе толнанске жупаније и снабдевао трупе у простору од Петроварадина до Земуна и од Земуна до Оршаве. Илија и Стефан били су блиски пријатељи Доситеја Обрадовића. Илија је умро у пролеће 1807.
О присном пријатељству Стефана са Доситејем Обрадовићем сведочи њихова преписка. Дугогодишње пријатељство склопљено је седамдесетих година XVIII века, када је Доситеј боравио у Карловцима као приватни васпитач синовца митрополита Викентија Јовановића Видака. Доситеј је желео да са Гавриловићем оснује друштво за штампање и растурање књига, да би се од добијених прихода подигла школа у оном делу српског народа који је за тим имао највише потреба.
У Сремским Карловцима Гавриловић је имао сликарски атеље и кућу у којој је живео. Кућа му се налазила у Јарковачкој улици бр. 604 (данас Митрополита Стратимировића 38), у суседству Јакова Орфелина.

## Дело

### Уље на платну
- Портрет Митрополита карловачког Мојсија.
- Портрет Полексије Чокић
- 1780. израдио је копију познате Рубенсове слике „Томирида са Кировом главом”, коју је насликао обрнуто од оригинала, јер слику није посматрао уживо, него ју је радио у својој сликарској радионици уз помоћ графичког отиска, где је читава композиција заротирана слева удесно.[5]

### Иконопис
- Иконостас у Цркви светих Кузмана и Дамјана у Кузмину, заједно са са Григоријем Давидовићем Обшићем (1793).[3]
- Иконе у припрати Доње цркве у Карловцима (1794).[6]
- Олтарска преграда цркве Светог Георгија у Јарку, заједно са Јаковом Орфелином (1797).[3]
- Иконе у Цркви Светог Николе у Сибачу, заједно са Георгијем Стојановићем и Јовом Васиљевићем (крај 18. века).[7]
- 1800. године досликавао је олтарску преграду који је урадио Теодор Крачун у храму посвећеном Светим Врачима, Кузману и Дамјану у Нештину.[8]
- Иконостас цркве посвећеној Перображењу Господњем у Беочину, заједно са братом Илијом који је радио позлату (1802).[3]
- Стефан и Илија су израдили иконостас цркве у Платичеву (1802).[3]
- Осликавање олтарске преграде Цркве Рођења Богородице у Сремској Каменици, заједно са братом Илијом који је радио позлаћивање (1803).[3]
- 1805. је Стефан Гавриловић ангажован да ослика иконостас за храм Преноса моштију светог оца Николаја у Белегишу. Овај иконостас је 1809. завршио Георгије Лацковић.[9]
- Иконостас  у Цркви Светог Николе у Петровцима (1806).[4][10]
- У Цркви Свете Петке у Сурчину, између 1807. и 1809. насликао је 37 икона за црквени иконостас.[11]
- Иконостас, певнице и архијерејски трон за Цркву Вазнесења Господњег у Буковцу на Фрушкој гори (1813).[12]
- Иконостас Цркве Светог Николе Мирликијског у Новом Бечеју (1814).[13]

### Заставе
Стефан Гавриловић је 1804. послао српским устаницима две своје заставе, а 1807. трећу. Прве две су поклоњене Карађорђу, а трећа војводи Соколске нахије - хаџи Мелентију Стефановићу. Заставе су у револуционарном периоду замениле црквене барјаке.
Једну од прве две Гавриловићеве заставе је Гавра Протић донео Карађорћу крајем 1804. или почетком 1805. Ова застава је била од свиленог дуплог дамаста са сликом архангела Гаврила у оклопу и са мачем на једној а двоглавим белим орлом на другој страни.

Карађорђева застава коју је кнез Александар карађорђевић добио 1857. године од браће Куртовића, трговаца из Шапца, дуго била у поседу Војног музеја у Београду, док је данас део поставке Музеја првог српског устанка. На овој застави с једне стране је икона Стефана Првовеначног, а с друге штит са крстом и четири оцила, испод кога је текст из "Стематографије", исписан по Жефаровићу.
- Застава (1804)
- Застава (1809)
- Војводска застава Првог српског устанка (1811)

## Ученици Стефана Гавриловића[3]
- Димитрије Ђурковић
- Георгије Бакаловић
- Петар Николајевић Молер
- Димитрије Братоглић